# Felici per sempre
Felici per sempre (The Bridgertons: Happily Ever After) è un romanzo della scrittrice americana Julia Quinn pubblicato nel 2013. Si tratta del nono e ultimo romanzo della saga dei Bridgerton.
Successivamente, le nuove edizioni della serie Bridgerton, raccolgono alla fine degli stessi gli 8 secondi epiloghi. Ogni libro ha, quindi, il proprio secondo epilogo. 
Il capitolo “Violet in fiore” è il capito finale dell’8 romanzo della serie: “Il vero amore esiste.” 

## Trama
Il libro consiste di una raccolta di nove storie: le prime otto storie sono secondi epiloghi dei primi otto romanzi, mentre la nona storia, intitolata Violet in fiore, ruota attorno a Violet Bridgerton, la madre degli otto fratelli.

## Edizioni
- Julia Quinn, Felici per sempre, Milano, Arnoldo Mondadori Editore, 1º novembre 2014, ISBN 9788852057083.